# Санта Крус де ла Сиера
Вижте пояснителната страница за други значения на Санта Крус.
Санта Крус де ла Сиера (на испански: Santa Cruz de la Sierra) е най-големият град в Боливия. Има население от 1 594 926 жители (2009). Разположен е в източната част на страната на 416 м надморска височина, на брега на река Пираи.

## История
Градът е основан на 26 февруари 1561 от испанския конкистадор капитан Нуфло де Чавес. Капитанът, който водил експедиция от 158 конкистадори, нарекъл новото селище на името на родния си град в Естремадура, Испания. Оригиналният Санта Крус се намирал на 220 км източно от днешния град. Многобройните сблъсъци с местните индиански племена, както и неблагоприятните условия налагат изместването на селището през 1592.

## Икономика
Днес градът е индустриален център на Боливия. Освен че е най-населеният боливийски град, той е и най-богатия. Тук се създава над 30% от БВП на страната.

## Побратимени градове
- Арекипа, Перу
- Арика, Чили
- Асунсион, Парагвай
- Барселона, Испания
- Единбург, Шотландия
- Кампинас, Бразилия
- Кордоба, Аржентина
- Куритиба, Бразилия
- Ла Плата, Аржентина
- Маями, САЩ
- Парана, Аржентина
- Росарио, Аржентина
- Салта, Аржентина
- Санта Крус де Тенерифе, Испания
- Тайчун, Тайван
- Тайнан, Тайван